# Страва у Улици брестова 4: Господар снова
Страва у Улици брестова 4: Господар снова (енгл. A Nightmare on Elm Street 4: The Dream Master) је амерички хорор филм из 1988. режисера Ренија Харлина у продукцији компаније New Line Cinema, са Робертом Инглундом, Лисом Вилкокс и Денијем Хаселом у главним улогама.
Роберт Инглунд се по 4. пут нашао у улози Фредија Кругера, Патриша Аркет је одбила да се врати у улогу Кристин Паркер, па ју је заменила Тјуздеј Најт. Од споредних ликова из претходног дела, Кен Саџерс се вратио у улогу Роналда Кинкејда, који је прва Фредијева жртва у овом делу, Рудни Истмен се вратио у улогу Џоја Крузела, а Брук Банди у улогу Елани Паркер. На кратко се спомиње и финална девојка целог серијала, Ненси Томпсон, за коју се све до 7. дела мисли да је мртва. Филм је забележио благ пад у односу на претходни, Страва у Улици брестова 3: Ратници снова, али је одржао франшизу на путу успеха, па је већ наредне године снимљен наставак под називом Страва у Улици брестова 5: Дете снова.

## Радња
Мало времена је прошло откако су ратници снова уништили Фредија Кругера, сахранивши његове посмртне остатке. Иако је изгледало да ће га то трајно зауставити, Кинкејдов пас, по имену Џејсон, откопао их је и Фреди се поново вратио, с намером да настави са убиствима, али овог пута неће бити у опасности само деца из Улице брестова.
Троје преживелих из 3. филма (не рачунајући Ненси, која се далеко одселила с намером да почне нови живот, заборави на све и подигла себи гроб у Спрингвуду, како би убедила Фредија да ју је убио оне ноћи у Кристинином сну) били су први на удару. Први је страдао Кинкејд, а одмах након њега и Џој. Остала је само Кристин, која није могла сама да изађе на крај са Фредијем, па је увукла у сан своју најбољу другарицу, Алис. Пре него што је Фреди убио и Кристин она је предала Алис своју моћ да увлачи друге људе у сан. Фреди ће покушати да искористи Алисину нову моћ да дође до што већег броја нових жртава, а на крају и до ње саме...

## Улоге
| Глумац         | Улога                    |
| -------------- | ------------------------ |
| Роберт Инглунд | Фреди Кругер             |
| Лиса Вилкокс   | Алис Џонсон              |
| Андрас Џоунс   | Рик Џонсон               |
| Тој Њукерк     | Шила Копеки              |
| Брук Тајс      | Деби Стивенс             |
| Дени Хасел     | Ден Џордан               |
| Тјуздеј Најт   | Кристин Паркер           |
| Родни Истман   | Џој Питерсон             |
| Кен Сагос      | Роналд Кинкејд           |
| Брук Банди     | Елејн Паркер             |
| Николас Мил    | Денис Џонсон             |
| Линеа Квигли   | душа из Фредијевих груди |

## Слогани
- Није требало да га закопају, јер он није мртав!
- Име му је Кругер, Фреди Кругер!
- Терор изван граница твојих најлуђих снова.